# 5715 Kramer
5715 Kramer (1982 SE1) là một tiểu hành tinh vành đai chính được phát hiện ngày 22 tháng 9 năm 1982 bởi E. Bowell ở Flagstaff.